# Wieprzów Tarnawacki (gromada)
Wieprzów Tarnawacki – dawna gromada, czyli najmniejsza jednostka podziału terytorialnego Polskiej Rzeczypospolitej Ludowej w latach 1954–1972.
Gromady, z gromadzkimi radami narodowymi (GRN) jako organami władzy najniższego stopnia na wsi, funkcjonowały od reformy reorganizującej administrację wiejską przeprowadzonej jesienią 1954 do momentu ich zniesienia z dniem 1 stycznia 1973, tym samym wypierając organizację gminną w latach 1954–1972.
Gromadę Wieprzów Tarnawacki z siedzibą GRN w Wieprzowie Tarnawackim utworzono – jako jedną z 8759 gromad na obszarze Polski – w powiecie tomaszowskim w woj. lubelskim na mocy uchwały nr 16 WRN w Lublinie z dnia 5 października 1954. W skład jednostki weszły obszary dotychczasowych gromad Wieprzów Tarnawacki, Wieprzów Ordynacki i Podhucie ze zniesionej gminy Tarnawatka oraz obszary dotychczasowych gromad Wieprzowe Jezioro, Majdanek i Dąbrowa kol. ze zniesionej gminy Pasieki w tymże powiecie. Dla gromady ustalono 15 członków gromadzkiej rady narodowej.
1 stycznia 1960 gromadę zniesiono, włączając jej obszar do gromad Tarnawatka (wsie Wieprzów Ordynacki, Wieprzów Tarnawacki i Wieprzów, gajówkę Wieprzów, kol. Dub, kol. Podhucie Nr 3, 5 i 6, kol. Dąbrowa oraz cegielnię Sabaudia) i Tomaszów (kolonie Wieprzowe Jezioro, Majdanek i Górno) w tymże powiecie.